# Travel to Romantis
A Travel to Romantis a harmadik Ace of Base kislemez a Flowers című albumról. A dal 1998. november 16-án jelent meg Németországban, és Skandináviában, ahol a következő kislemezek a Life Is a Flower és a Cruel Summer voltak.

## Megjelenések
CD Single  Németország Polydor – 563 010-2 
1. Travel To Romantis	4:11
2. Whenever You're Near Me 3:22 Producer – Ole Evenrude

## Videóklip
A dalhoz készült klipet Andy Neumann rendezte. Linn Berggren is látható a videoban, de csak néhány képkocka erejéig.

## Slágerlista
| Slágerlista            | Legjobb helyezés |
| ---------------------- | ---------------- |
| German Singles Chart   | 61               |
| Danish Singles Chart   | 20               |
| MTV Chile              | 5                |
| MTV Nordic Top 5       | 5                |
| Romanian Singles Chart | 13               |
| Russian Singles Chart  | 3                |